# Farfa
Farfa, officiellt Abbazia di Santa Maria di Farfa, är ett benediktinkloster, i kommunen Fara in Sabina i den italienska regionen Lazio.
Klostret grundades under 500-talets andra hälft, men skövlades av langobarderna på 600-talet. Ett nytt kloster grundades i slutet av 600-talet av Thomas av Maurienne. Omkring år 900 ödelades klostret av saracener, men återuppbyggdes inom kort. Under Ugo (död 1039) och Gregorius av Catino (död cirka 1133) upplevde klostret sin blomstringstid.

## Bilder
| - Klosterkyrkan Santa Maria. - Klosterkyrkans interiör. |